# Mikrola
Mikrola je kapalné kombinované hnojivo s obsahem mikroprvků určené k aplikaci zálivkou nebo hnojením na list.

## Určení
Mikrola je určená pro rostliny, které trpí nedostatkem mikroprvků (tj. mikroelementů neboli stopových či dříve troškových prvků). Naše půdy vznikly z minerálně bohatých hornin, takže nedostatek mikroprvků obvykle nehrozí. Přesto může v některých oblastech nebo za určitých podmínek k deficitu dojít. Nedostatek mikroprvků se o něco častěji projevuje u pokojových rostlin, které vyžadují oproti tuzemským plodinám odlišné půdní složení.

## Použití
V případě nedostatku mikroprvků používáme postřik 0,1% roztoku. Můžeme jej kombinovat i s přípravky proti chorobám a škůdcům. Používá se ve formě hnojivé zálivky, na 1 m² se aplikují 2 - 4 litry roztoku. Hnojit je možné i postřikem na list 4–8krát za vegetaci. V případě ošetření ovocných stromů je třeba počítat se 3–9 litry roztoku na každý. Použít lze i tlakové postřikovače určené k ochraně rostlin.

## Mikrola A
Typ Mikrola A byl novinkou na přelomu 70. a 80. let 20. století. V dnešní době se již zřejmě nedodává. Obsahuje mimo jiné 16 mikroprvků.

## Mikrochela
V současnosti se hnojivo dodává pod názvem Mikrochela v následujícím složení:
- 40 g/l dusík
- 25 g/l hořčík (MgO)
- 7 g/l síra
- 7 g/l železo
- 5 g/l měď
- 5 g/l zinek
- 5 g/l mangan
- 2,5 g/l bor
- 0,1 g/l molybden

Pro hnojení na list se používá v koncentraci 0,15 - 0,20 %, v případě zálivky pak 0,20% roztok. Aplikuje se 4 - 5× za vegetaci v množství 15 - 30 ml hnojiva na 100 m² (1 - 1,5 l na hektar).